# 深宵閃避球
《深宵閃避球》（英語：Life Must Go On）是2022年香港運動喜劇片，由應智贇編劇及導演，鄭伊健、周家怡及李靖筠領銜主演，陳海寧、鍾雪瑩、雲浩影、黃淑蔓、李玗蓁、王頤及宋嘉儀主演。以「可能係香港史上最揸流攤嘅運動電影‍」作宣傳。迪士尼已購入本片獨家版權，並於2023年3月29在香港Disney+獨家上線。

## 劇情
社工楊琦為一群任性少女開設的“深宵體育館”項目面臨被取消資金的威脅，為挽救，她將少女組建成一支閃避球球隊。而在一位失業的前明星運動員教練幫助下，少女們了解到，逃避問題可以暫時凑效，但她們必須學會最終站起來克服挑戰。

## 角色
| 演員   | 角色     | 角色介紹 |
| 鄭伊健 | 劉志聰   | 劉Sir、瀨屎聰（葉東凱專稱） 粉青隊教練 被楊琦招攬當教練，但一度被樂勇要脅因曾經在比賽中作弊而辭職，但後再復職 |
| 周家怡 | 楊穎琦   | 楊琦、楊姑娘、楊姑 粉青社社工 為保留深宵體育館，即興為邊緣青年組織閃避球隊及找劉志聰當教練                    |
| 李靖筠 | 紀曉文   | 紀文 邊緣青年 為幫陳海寧出頭而打傷校董之子，被校董控告及被校長趕出校 隊服編號：7                              |
| 陳海寧 | 林莉     | 邊緣青年 煙民 曾諾凡、鄧寶娜、伍萬芝、蘇惜盈、何君蘭之「大家姐」 隊服編號：1                                  |
| 鍾雪瑩 | 曾諾凡   | 煩膠 邊緣青年，需照顧家中患糖尿病長輩 隊服編號：4                                                             |
| 雲浩影 | 張翠兒   | 翠兒 粉青社社工 張君政之女，家境優渥 楊琦之同事 因粉青隊不夠八人，被楊琦招攬入隊 隊服編號：8                  |
| 黃淑蔓 | 鄧寶娜   | Paula 邊緣青年，戀愛腦 隊服編號：3                                                                            |
| 李玗蓁 | 伍萬芝   | 五萬 邊緣青年，家中被追債 隊服編號：5                                                                         |
| 王頤   | 蘇惜盈   | Sosad 邊緣青年，被父長年家暴 隊服編號：6                                                                      |
| 宋嘉儀 | 何君蘭   | 蘭子 邊緣青年，長年獨留在家 隊服編號：2                                                                       |
| 錢嘉樂 | 葉東凱   | 閃避球教練 劉志聰之同學 與劉志聰不和，後和好                                                                  |
| 彭秀慧 |          | 粉青社社工 楊琦之上司 曾要求楊琦廢除深宵體育館，後聽到楊琦打算籌組閃避球隊後寛限至三個月                      |
| 朱柏謙 | 袁樂勇   | 樂勇 粉青社社工 楊琦之同事 企圖廢除深宵體育館，為此一度以劉志聰曾在比賽作弊一事要脅其辭去教練                 |
| 鄭欣宜 | Kiki     | 阿源之妻 劉志聰之弟婦 與劉志聰不和，針對他終日蹭吃蹭喝                                                        |
| 許廷鏗 | 劉志源   | 阿源 劉志聰之弟                                                                                               |
| 陳家樂 | Handsome | 移民顧問 劉志聰之同學                                                                                         |
| 蔡穎恩 |          | 楊琦之舊同學                                                                                                  |
| 許月湘 | 陳海寧   | 紀曉文之同學，風紀隊長 啞忍被校董之子打傷                                                                     |
| 少爺占 |          | 餐廳老闆 劉志聰之上司                                                                                         |
| 邱頌偉 |          | 閃避球教練 企圖收買球證以擊敗粉青隊                                                                           |
| 張滿源 | 張君政   | 律師 張翠兒父親 因律師操守問題，惹官非，引至家庭關惡劣，深深影響女兒張翠兒                                    |
| 區嘉雯 |          | |
| 何華超 |          | 中學校長 針對紀曉文，企圖強迫她向校董之子道歉                                                                 |
| 周漢寧 |          | |
| 唐浩然 |          | |

## 發行
票房收3,650,101港元。

## 電影歌曲
| 曲別   | 歌名                   | 作曲         | 作詞   | 主唱   |
| ------ | ---------------------- | ------------ | ------ | ------ |
| 主題曲 | 《遇怪魔我識得變大個》 | 戴偉 糖兄_峯 | 陳心遙 | 鄭伊健 |

## 外部連結
- 深宵閃避球的Facebook專頁
- 深宵閃避球的Instagram帳戶
- 香港影庫上《深宵閃避球》的資料（繁體中文）
- 豆瓣电影上《深宵閃避球》的資料 （简体中文）
- 互联网电影数据库（IMDb）上《深宵閃避球》的资料（英文）